# 仙人洞镇
仙人洞镇，是中华人民共和国辽宁省大連市庄河市下辖的一个乡镇级行政单位。

## 行政区划
仙人洞镇下辖以下地区：
冰峪村、仙人洞村、英纳河村、夹皮沟村、李洞村、三架山村、小峪村、马道口村、天门山村、木盂山村和二道河村。